# Ropica pseudosignata
Ropica pseudosignata là một loài bọ cánh cứng trong họ Cerambycidae.